# Оттон I (пфальцграф Мосбаха)

Курпфальц (без Верхнего Пфальца) перед разделом 1410 года

Оттон I фон Пфальц-Мосбах (нем. Otto I. von Pfalz-Mosbach; 24 августа 1390, Мосбах — 5 июля 1461, Райхенбах) — пфальцграф Мосбаха с 1410 года. Младший сын курфюрста Рупрехта III и Елизаветы Нюрнбергской.
При разделе Пфальца в 1410 году получил Эбербах и Мосбах, который сделал своей столицей. В 1448 году унаследовал Пфальц-Ноймарк после смерти племянника — короля Дании, Норвегии и Швеции Кристофа Баварского.
В 1427—1436 годах управлял владениями брата — Людвига III, который заболел после возвращения из паломничества в Святую землю, и был опекуном его сына Людвига IV.

## Семья и дети
В 1430 году Отто женился на Иоганне Баварско-Ландсхутской, дочери герцога Генриха XVI Богатого. Дети:
- Маргарита (1432—1457), жена графа Рейнхарда III фон Ханау
- Амалия (1433—1483), жена Филиппа Старшего, графа фон Ринек, Грюнсфельд, Лауда и Вильденштайн
- Оттон II Математик (1435—1499), пфальцграф и герцог фон Пфальц-Мосбах-Ноймаркт
- Рупрехт I фон Пфальц-Мосбах (1437—1465), администратор епископства Регенсбург
- Доротея (1439—1482), настоятельница (приоресса) монастыря Либенау
- Альбрехт фон Пфальц-Мосбах (1440—1506), епископ Страсбурга
- Анна (р. 1441), настоятельница монастыря Химмельскрон
- Иоганн фон Пфальц-Мосбах (1443—1486), пробст в Майнце, Шпейере и Аугсбурге
- Барбара (1444—1486), монахиня в монастыре Либенау (Вормс).